# 붉은꼬리원숭이
붉은꼬리원숭이는 긴꼬리원숭이과에 속한 영장류이다. 검은뺨흰코원숭이, 붉은꼬리게논, 슈미트게논 등으로도 불린다. 앙골라, 카메룬, 중앙아프리카공화국, 콩고민주공화국, 케냐, 르완다, 수단, 탄자니아, 우간다, 잠비아, 부룬디에서 발견된다.
천적은 침팬지, 표범, 관뿔매 다.